# Liste der größten Unternehmen in Tschechien
Die Liste der größten Unternehmen in Tschechien enthält in der Liste der „Top 500 companies in Central and Eastern Europe“ veröffentlichten umsatzstärksten Unternehmen in Tschechien im Geschäftsjahr 2015.
| Rang | Top 500 | Name                              | Hauptsitz      | Umsatz (Mio. €) | Mitarbeiter | Branche        |
| ---- | ------- | --------------------------------- | -------------- | --------------- | ----------- | -------------- |
| 1.   | 3.      | Škoda Auto                        | Mladá Boleslav | 11.548          | 27.680      | Automobile     |
| 2.   | 7.      | ČEZ                               | Prag           | 7.579           | 30.300      | Energie        |
| 3.   | 12.     | Agrofert                          | Prag           | 6.129           |             | Nahrungsmittel |
| 4.   | 16.     | RWE Supply & Trading CZ           | Prag           | 5.208           | -           | Energie        |
| 5.   | 20.     | Foxconn CZ                        | Pardubice      | 4.630           | 5.000       | Technologie    |
| 6.   | 21.     | Hyundai Motor Manufacturing Czech | Nošovice       | 4.607           |             | Automobile     |
| 7.   | 22.     | Energetický a Průmyslový Holding  | Prag           | 4.574           | 6.000       | Energie        |
| 8.   | 28.     | Unipetrol                         | Prag           | 3.994           | 6.000       | Öl & Gas       |
| 9.   | 37.     | Alpiq Energy                      | Prag           | 3.116           |             | Energie        |
| 10.  | 47.     | ČEZ Prodej                        | Prag           | 2.649           |             | Versorger      |
| 11.  | 72.     | Kaufland Česká republika          | Prag           | 2.025           |             | Handel         |
| 12.  | 80.     | EP Energy                         | Prag           | 1.917           | 17.334      | Energie        |
| 13.  | 81.     | ČEZ Distribuce                    | Děčín          | 1.907           |             | Versorger      |
| 14.  | 85.     | Čepro                             | Dělnická       | 1.798           |             | Öl & Gas       |
| 15.  | 86.     | Moravia Steel                     | Třinec         | 1.786           |             | Stahl          |
| 16.  | 88.     | Ahold Czech Republic (Albert)     | Prag           | 1.739           |             | Handel         |
| 17.  | 107.    | TPCA Czech                        | Kolín          | 1.539           |             |                |
| 18.  | 109.    | Tesco Stores ČR                   | Prag           | 1.531           |             | Handel         |
| 19.  | 118.    | Ezpada                            | Prag           | 1.427           |             |                |
| 20.  | 121.    | RWE Energie                       | Prag           | 1.410           |             | Energie        |

Banken und Versicherungen werden wegen anderer Berechnungsmethoden besonders dargestellt:
- Česká spořitelna
- Československá obchodní banka
- Komerční banka

- Kooperativa pojišťovna
- Česká pojišťovna
- Allianz pojišťovna